# Lee El
Dans ce nom coréen, le nom de famille, Kim, précède le nom personnel Lee.
Lee El  (hangeul : 이엘 ; romanisation révisée : I El ; McCune-Reischauer : Yi El), de son vrai nom Kim Ji-hyun (hangeul : 김지현 ; romanisation révisée : Gim Ji-hyeon ; McCune-Reischauer : Kim Chi-hyŏn), est une actrice sud-coréenne, née le 26 août 1982 à Séoul. Elle est connue pour avoir interprété les rôles dans le film Inside Men et dans les séries télévisées It's Okay, That's Love, Goblin, Black et A Korean Odyssey. En 2018, elle joue son premier rôle principal dans What a Man Wants de Lee Byeong-heon.

## Biographie
Jeunesse et formation
Lee El est née le 26 août 1982 à Séoul. Elle y étudie à l'université Sungkyunkwan, d’où elle sort diplômée.

## Filmographie
Sauf indication contraire ou complémentaire, les informations mentionnées dans cette section peuvent être confirmées par la base de données Hancinema.

### Films
| Année | Film                | Titre Original     | Réalisateur     | Nom du Rôle          | Rôle       |
| ----- | ------------------- | ------------------ | --------------- | -------------------- | ---------- |
| 2009  | Secret              | 시크릿             | Yoon Jae-goo    | Yeong Sook           |            |
| 2010  | The Murderer        | 황해               | Na Hong-jin     | Ju Yeong             | Secondaire |
| 2012  | Pacemaker           | 페이스메이커       | Kim Dal-joong   | Choi Min Kyeong      |            |
| 2012  | Masquerade          | 광해: 왕이 된 남자 | Choo Chang-min  | Ahn Gae Shi          | Secondaire |
| 2014  | Actress is Too Much | 여배우는 너무해    | Yoo Jeong-hwan  | Sarah                |            |
| 2014  | Man on High Heels   | 하이힐             | Jang Jin        | Do Do                | Secondaire |
| 2015  | Inside Men          | 내부자 들          | Woo Min Ho      | Ju Eun Hye           | Secondaire |
| 2018  | What a Man Wants    | 바람 바람 바람     | Lee Byeong-heon | Jenny                | Principal  |
| 2018  | The Drug King       | 마약왕             | Woo Min Ho      | Une jeune partenaire | Caméo      |

Prochainement
- 2019 : Call[3] (콜) de Lee Choong-hyeon : la mère de Yeong Sook[4]
- 2019 : When the Devil Calls Your Name (악마가 너의 이름을 부를 때) de Min Jin-gi : Ji Seo-yeong

### Séries télévisées
| Année(s)  | Série télévisée               | Titre original                | Réalisateur(s)                                 | Nom du rôle                         | Rôle       | Chaîne |
| --------- | ----------------------------- | ----------------------------- | ---------------------------------------------- | ----------------------------------- | ---------- | ------ |
| 2009      | Good Job, Good Job            | 잘했군 잘했어                 | Kim Nam Won et Son Hyungn Suk                  | Min Joo                             | Secondaire | SBS    |
| 2011      | White Christmas               | 화이트 크리스마스             | Kim Yong Soo                                   | Oh Jeong Hye                        | Secondaire | KBS 2  |
| 2011      | Detectives in Trouble         | 강력반                        | Kwon Kye Hong                                  | Yu Hye Min                          | Secondaire | KBS 2  |
| 2011      | The Princess' Man             | 공주의 남자                   | Kim Jung Min et Park Hyun Suk                  | Mae Hyang                           | Secondaire | KBS 2  |
| 2012      | Wild Romance                  | 난폭한 로맨스                 | Bae Kyung Soo et Kim Jin Woo                   | Mi Jin                              | Secondaire | KBS 2  |
| 2013      | 7th Grade Civil Servant       | 7급 공무원                    | Kim Sang Hyup et Oh Hyun Jong                  | Park Su Yeong                       | Secondaire | MBC    |
| 2013      | Drama Festival – Swine Escape | 드라마 페스티벌 - 상놈 탈출기 | Oh Hyeon Jong                                  | Wol Hyang                           |            | MBC    |
| 2014      | Mother's Garden               | 엄마의 정원                   | Noh Do Chul et Kwon Sung Chang                 | Kim Ja Gyeong                       | Secondaire | MBC    |
| 2014      | It's Okay, That's Love        | 괜찮아, 사랑이야              | Kim Kyu Tae                                    | Yang Su Min (ep 1 et 2)             | Caméo      | SBS    |
| 2014      | Liar Game                     | 라이어 게임                   | Kim Hong Sun                                   | Oh Jeong Ah / Jamie                 | Secondaire | tVN    |
| 2014-2015 | Maids                         | 하녀들                        | Jo Hyun Tak                                    | La belle-fille, la femme de Mr.Kang | Secondaire | JTBC   |
| 2015      | Divorce Lawyer in Love        | 이혼변호사는 연애중           | Park Yong Soon                                 | Han Mi Ri                           | Secondaire | SBS    |
| 2015      | My Beautiful Bride            | 아름다운 나의 신부            | Kim Cheol Gyoo                                 | Son Hye Jeong                       | Secondaire | OCN    |
| 2015      | Hello Monster                 | 너를 기억해                   | Noh Sang Hoon et Kim Jin Won                   | Kang Sung Eun (ep 9 et 10)          | Caméo      | KBS 2  |
| 2015      | Imaginary Cat                 | 상상고양이                    | Lee Hyun Joo                                   | Dok Go Eun                          | Secondaire | MBC    |
| 2016      | Monster                       | 몬스터                        | Joo Sung Woo                                   | Ok Chae Ryeong                      | Secondaire | MBC    |
| 2016      | Entourage                     | 안투라지                      | Jang Young Woo                                 | Lee El (ep 13 et 14)                | Caméo      | tVN    |
| 2016-2017 | Goblin                        | 쓸쓸하고 찬란하神 – 도깨비    | Lee Eung Bok, Kwon Hyuk Chan et Yoon Jong Ho   | Sam Sin                             | Secondaire | tVN    |
| 2017      | Black                         | 블랙                          | Kim Hong Sun                                   | Yun Su Wan                          | Principal  | OCN    |
| 2017      | A Korean Odyssey              | 화유기                        | Park Hong Kyun, Kim Jung Hyun et Kim Byung Soo | Ma Ji Yeong                         | Secondaire | tVN    |
| 2018      | Matrimonial Chaos             | 최고의 이혼                   | Yoo Hyun Ki                                    | Jin Yu Yeong                        | Principal  | KBS 2  |

2024: Mr. Plankton
2025: When The Stars Gossip

## Distinctions
| Année | Cérémonie             | Catégorie                                                                                   | Titre      | Résultat   |
| ----- | --------------------- | ------------------------------------------------------------------------------------------- | ---------- | ---------- |
| 2016  | 53e Grand Bell Awards | Meilleure actrice dans un second rôle (Best Supporting Actress)                             | Inside Men | Nomination |
| 2016  | 35e MBC Drama Awards  | Prix d’or, actrice dans une série (Golden Acting Award, Actress in a Special Project Drama) | Monster    | Nomination |